# Lichtenštejnská hrobka (Moravský Krumlov)
Lichtenštejnská (Liechtensteinská) hrobka, také  hrobka Lichtenštejnů nebo hrobka rodu Liechtensteinů je klasicistní stavba z roku 1789, která stojí severozápadně od kostela Všech svatých v Moravském Krumlově v okrese Znojmo. Sloužila jako pohřebiště moravskokrumlovské sekundogenitury (karlovské linie) Liechtensteinů. Jedná se o jednu z prvních klasicistních hrobek v Česku vůbec. Budova je památkově chráněná a je v majetku římskokatolické farnosti Moravský Krumlov.

## Historie
Moravský Krumlov patřil Liechtensteinům oficiálně od roku 1625, kdy byl učiněn zápis v zemských deskách o koupi panství Gundakarem z Liechtensteinu (1580–1658) od císařské komory. V roce 1750 získal Emanuel z Liechtensteinu (1700–1771) Moravský Krumlov od svého bratra, panujícího knížete Josefa Václava z Liechtensteinu (1696–1772), a tak se toto panství stalo majorátem mladší rodové větve (sekundogenitury).
Hrobku dala zbudovat v roce 1789 podle návrhu architekta Johanna Henrizziho Marie Eleonora z Oettingen-Spielbergu (1745–1812) pro svého manžela Karla knížete z Liechtensteinu (1730–1789). V hrobce byli pohřbeni i další členové rodu Liechtensteinů, kteří sídlili na zdejším zámku. Jako poslední zde byl v roce 1908 pohřben Rudolf z Liechtensteinu, nejvyšší hofmistr císaře Františka Josefa I. Jeho osobou vymřela karlovská linie rodu po meči.
Posledními soukromými majiteli moravskokrumlovského zámku a velkostatku byli Kinští z choceňské větve (1908–1945).

## Architektura

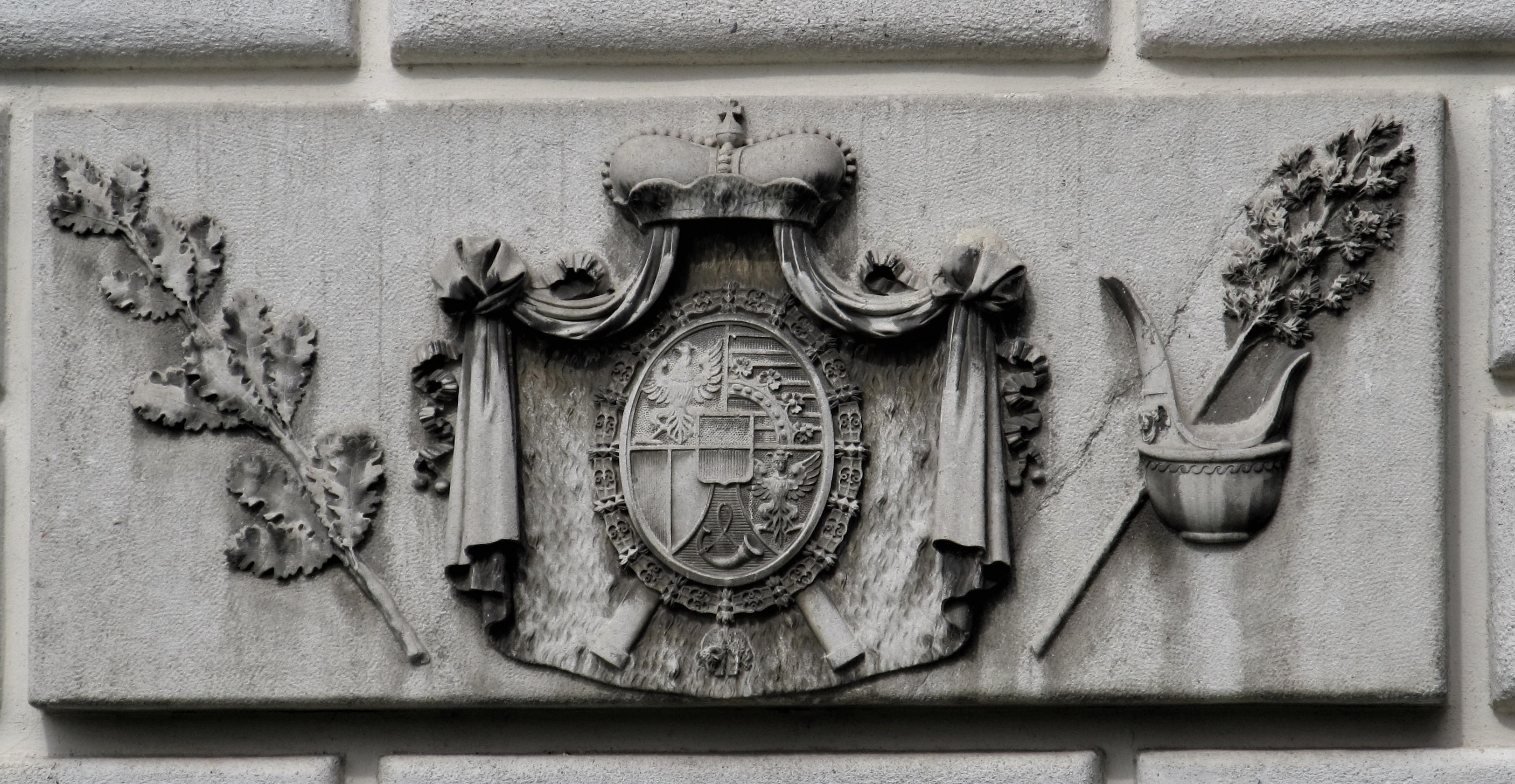
Erb Liechtensteinů na průčelí

Architektonické plány jsou uloženy v Moravském zemském archivu. Hrobka má čisté klasicistní tvary. Skládá se ze dvou částí. Horní část hrobky slouží jako kaple a podzemní část je vlastní pohřebiště. 
Nadzemní část má podobu jednoduchého hranolu na čtvercovém půdorysu, na severní straně vybíhá malý výklenek určený pro oltářní obraz. Průčelí, které je členěno kvádrovou rustikou, je uzavřeno nízkým trojúhelným štítem.  Na čelní stěně na kladí je německý nápis HERR SEI UNS NICHT RICHTER, SONDER ERLÖSER, to znamená Pane, nebuď nám soudcem, ale spasitelem. Nad portálem je osazena deska s textem v latině:

ELEONORA. OETTINGANA. PRINC. CAROLO. LIECHTENSTEINIO. PRINC. 

CIVIB. AEQVE. AC. EXERCITIB. CARISS. MARITO. DESIDERATISSIMO. 

TVM. SIBI. ET. SVIS. ORDINE. QVO. NATVRAE. AVTOR. IVSSERIT. 

SECUTURIS. VIVENS. FECIT. ANNO. M.DCC.LXXXIX.

Nápis by se dal přeložit jako Kněžna Eleonora z Oettingen Knížeti Karlovi z Lichtenštejna, milému lidem i vojsku, postrádanému manželovi, jakož i sobě a svým blízkým, podle řádu, který stvořitel přírody přikázal svým následovníkům. Vybudovala za svého života. Roku 1789. V horních rozích této kamenné desky je také umístěn Kristův monogram.
Po stranách portálu jsou kamenné reliéfní znaky rodu Liechtensteinů (vlevo) a Oettingenů (vpravo). Po stranách je doplňují reliéfní vegetativní prvky ratolestí. Vchod chrání kovaná mříž.
Boční stěny hrobky jsou prolomeny dvěma půlkruhovými okny s výrazným pískovcovým ostěním. Bosáž na bočních stěnách se na rozdíl od průčelí omezila pouze na nároží.
Hrobka je od prostoru před kostelem Všech svatých oddělena plotem. Brána má spíše ještě barokní podobu a je tvořena dvěma pilíři, které mají jednoduchou patku a hlavici a jsou zakončeny koulí (čučkem). Poblíž hrobky roste akát a borovice.

## Interiér
Pohřební kaple je zaklenutá jednoduchou čtyřdílnou křížovou klenbou, na které byla iluzivní výmalba ve formě poskládaných cihel. Pravoúhlé výklenky vybrané v síle zdi jsou zaklenuty valeně. Interiéru  dominuje obraz Ukřižovaný (Kristus na kříži), olejomalba na plátně od vídeňského malíře Huberta Maurera, který vyplňuje celou severní stranu. Zařízení tvoří i dvě dubové lavice a klekátko. Nad vchodem je v lunetě rodokmen Liechtensteinů z mladší moravskokrumlovské větve a do bočních stěn jsou vsazeny bronzové desky v pískovcových rámech se jmény všech pochovaných.
Do podzemní části se vchází po litinových schodech po odkrytí litinových desek, které jsou vykládány bílými a modrými sklíčky. Krypta se nachází nejen pod samotnou stavbou, ale pokračuje i mírně směrem k východu. V hlavní pohřební místnosti jsou rakve poskládány ve dvou řadách. Na severní straně dole se nacházejí rakve zakladatelů moravskokrumlovské větve a jejich dětí. Nahoře odpočívají vnuci a pravnuci Karla I. Boromejského a jeho ženy Marie Eleonory. V jižní části se nachází sarkofágy s ostatky sourozenců Karla Františka a jeho dětí. Chodba vede do další místnosti, kde jsou pohřbeni Mořic Josef se svou chotí Leopoldinou Esterházy a vedle nich Mořicovi bratři, Josef Václav a Alois Gonzaga. Hrobka je vyzdobena iluzívní malbou představující neomítnutou cihlovou zeď. Většina rakví byla zhotovena z cínu, nechybí ovšem ani rakve z mědi. Uvnitř každé kovové rakve se nachází ještě vlastní dřevěná. Na některých rakvích jsou v oblasti srdce a mozku umístěny schránky (urny) se srdcem a vnitřnostmi, které byly odděleny při balzamování těl.

## Seznam pohřbených
V hrobce se pohřbívalo mezi lety 1789 a 1908 a bylo zde pohřbeno 21 členů rodiny.

### Chronologicky podle data úmrtí (výběr)
V tabulce jsou uvedeny základní informace o pohřbených. Fialově jsou vyznačeni příslušníci rodu Liechtensteinů, žlutě jsou vyznačeny manželky přivdané do rodiny. Červeně jsou vyznačena knížata. Přestože jsou předkové Liechtensteinů připomínáni už ve 12. století, zde jsou generace počítány až od Jindřicha I. z Liechtensteinu († 1265). U manželek je generace v závorce a týká se generace manžela. Seznam nemusí být úplný.
| Po-řadí | Gene-race | Jméno pohřbeného                                             | Datum a místo narození                | Otec | Datum a místo sňatku, choť                                                             | Pohřeb a uložení do hrobky                                                                                      | Poznámky |
| Po-řadí | Gene-race | Jméno pohřbeného                                             | Datum a místo úmrtí                   | Matka | Datum a místo sňatku, choť                                                             | Pohřeb a uložení do hrobky                                                                                      | Poznámky |
| ------- | --------- | ------------------------------------------------------------ | ------------------------------------- | --- | -------------------------------------------------------------------------------------- | --- | --- |
| 1.      | 15.       | Karel I. Boromej Josef z Liechtensteinu                      | 29. 9. 1730 Vídeň                     | Emanuel z Liechtensteinu 3. 2. 1700 Vídeň – 15. 1. 1771 Vídeň                                            | 30. 3. 1761 Vídeň: Marie Eleonora z Oettingen-Oettingenu a Oettingen-Spielbergu (č. 7) | Pohřben 24. 2. 1789.                                                                                            | Zakladatel tzv. karlovské linie rodu Liechtensteinů, c. k. komoří a skutečný tajný rada, polní maršál, rytíř rakouského Řádu zlatého rouna (1772). Jeho bratr František Josef I. z Liechtensteinu (1726–1781) byl zakladatelem dnešní panující větve rodu. |
| 1.      | 15.       | Karel I. Boromej Josef z Liechtensteinu                      | 21. 2. 1789 Vídeň                     | Marie Antonie z Dietrichsteinu 10. 9. 1706 – 7. 6. 1777 Vídeň                                            | 30. 3. 1761 Vídeň: Marie Eleonora z Oettingen-Oettingenu a Oettingen-Spielbergu (č. 7) | Pohřben 24. 2. 1789.                                                                                            | Zakladatel tzv. karlovské linie rodu Liechtensteinů, c. k. komoří a skutečný tajný rada, polní maršál, rytíř rakouského Řádu zlatého rouna (1772). Jeho bratr František Josef I. z Liechtensteinu (1726–1781) byl zakladatelem dnešní panující větve rodu. |
| 2.      | 17.       | Eleonora z Liechtensteinu                                    | 1795                                  | Karel II. Boromej Jan z Liechtensteinu (č. 3)                                                            |                                                                                        | Pohřbena 3. 3. 1795.                                                                                            | Zemřela ve věku 3 měsíců. |
| 2.      | 17.       | Eleonora z Liechtensteinu                                    | 1795                                  | Marie Anna Josefa z Khevenhüller-Metsch (č. 15)                                                          |                                                                                        | Pohřbena 3. 3. 1795.                                                                                            | Zemřela ve věku 3 měsíců. |
| 3.      | 16.       | Karel II. Jan z Liechtensteinu                               | 1. 3. 1765                            | Karel I. Boromej Josef z Liechtensteinu (č. 1)                                                           | 28. 9. 1789 Vídeň: Marie Anna Josefa z Khevenhüller-Metsch (č. 15)                     | Pohřben 28. 12. 1795.                                                                                           | Zabit v souboji s baronem von Weichs. |
| 3.      | 16.       | Karel II. Jan z Liechtensteinu                               | 24. 12. 1795 Vídeň, v souboji         | Marie Eleonora z Oettingen-Oettingenu a Oettingen-Spielbergu (č. 7)                                      | 28. 9. 1789 Vídeň: Marie Anna Josefa z Khevenhüller-Metsch (č. 15)                     | Pohřben 28. 12. 1795.                                                                                           | Zabit v souboji s baronem von Weichs. |
| 4.      | 17.       | Leopold z Liechtensteinu                                     | 7. 2. 1792                            | Karel II. Boromej Jan z Liechtensteinu (č. 3)                                                            |                                                                                        | Pohřben 24. 10. 1800.                                                                                           | Zemřel ve věku 8 let. |
| 4.      | 17.       | Leopold z Liechtensteinu                                     | 20. 10. 1800                          | Marie Anna Josefa z Khevenhüller-Metsch (č. 15)                                                          |                                                                                        | Pohřben 24. 10. 1800.                                                                                           | Zemřel ve věku 8 let. |
| 5.      | 17.       | Mikuláš z Liechtensteinu                                     | 6. 4. 1807                            | Mořic Josef z Liechtensteinu (č. 8)                                                                      |                                                                                        | | Zemřel jako kojenec. |
| 5.      | 17.       | Mikuláš z Liechtensteinu                                     | 8. 4. 1807                            | Marie Leopoldina Esterházyová z Galanty (č. 14)                                                          |                                                                                        | | Zemřel jako kojenec. |
| 6.      | 17.       | Mořic z Liechtensteinu                                       | 1810                                  | Mořic Josef z Liechtensteinu (č. 8)                                                                      |                                                                                        | Pohřben 10. 6. 1811.                                                                                            | Zemřel ve věku 9 měsíců. |
| 6.      | 17.       | Mořic z Liechtensteinu                                       | 6. 6. 1811                            | Marie Leopoldina Esterházyová z Galanty (č. 14)                                                          |                                                                                        | Pohřben 10. 6. 1811.                                                                                            | Zemřel ve věku 9 měsíců. |
| 7.      | (15.)     | Marie Eleonora z Oettingen-Oettingenu a Oettingen-Spielbergu | 7. 7. 1745 Oettingen                  | Jan Alois I. z Oettingen-Oettingenu a Oettingen-Spielbergu 18. 1. 1707 Oettingen – 16. 2. 1780 Oettingen | 30. 3. 1761 Vídeň: Karel I. Boromej Josef z Liechtensteinu (č. 1)                      | Pohřbena 30. 11. 1812.                                                                                          | Zakladatelka hrobky, Dáma Řádu hvězdového kříže, oblíbenkyně císaře Josefa II. Nechala upravit zámek v Moravském Krumlově a zasloužila se o založení anglického parku před zámkem. Zemřela na vodnatelnost břicha. Narodily se jí následující děti: - 1. Marie Josefa, provd. Harrachová (1763–1833) - 2. Karel II. Boromej Jan (1765–1795; č. 3) - 3. Josef Václav (1767–1842; č. 13) - 4. Emanuel Kašpar (1770–1773) - 5. Mořic Josef Jan (1775–1819; č. 8) - 6. František Alois (1776–1794) - 7. Alois Gonzaga Josef (1780–1833; č. 12)                                                                            |
| 7.      | (15.)     | Marie Eleonora z Oettingen-Oettingenu a Oettingen-Spielbergu | 26. 11. 1812 Vídeň                    | Terezie Marie Anna z Holstein-Sonderburgu 19. 12. 1713 Vídeň – 14. 7. 1745 Oettingen                     | 30. 3. 1761 Vídeň: Karel I. Boromej Josef z Liechtensteinu (č. 1)                      | Pohřbena 30. 11. 1812.                                                                                          | Zakladatelka hrobky, Dáma Řádu hvězdového kříže, oblíbenkyně císaře Josefa II. Nechala upravit zámek v Moravském Krumlově a zasloužila se o založení anglického parku před zámkem. Zemřela na vodnatelnost břicha. Narodily se jí následující děti: - 1. Marie Josefa, provd. Harrachová (1763–1833) - 2. Karel II. Boromej Jan (1765–1795; č. 3) - 3. Josef Václav (1767–1842; č. 13) - 4. Emanuel Kašpar (1770–1773) - 5. Mořic Josef Jan (1775–1819; č. 8) - 6. František Alois (1776–1794) - 7. Alois Gonzaga Josef (1780–1833; č. 12)                                                                            |
| 8.      | 16.       | Mořic Josef z Liechtensteinu                                 | 21. 7. 1775 Vídeň                     | Karel I. Boromej Josef z Liechtensteinu (č. 1)                                                           | 13. 4. 1806 Eisenstadt (Kismarton): Marie Leopoldina Esterházyová z Galanty (č. 14)    | Pohřben 29. 3. 1819.                                                                                            | |
| 8.      | 16.       | Mořic Josef z Liechtensteinu                                 | 24. 3. 1819 Vídeň                     | Marie Eleonora z Oettingen-Oettingenu a Oettingen-Spielbergu (č. 7)                                      | 13. 4. 1806 Eisenstadt (Kismarton): Marie Leopoldina Esterházyová z Galanty (č. 14)    | Pohřben 29. 3. 1819.                                                                                            | |
| 9.      | 18.       | Terezie z Liechtensteinu                                     | 28. 10. 1822                          | Karel III. Boromej František z Liechtensteinu (č. 17)                                                    |                                                                                        | Pohřbena 4. 12. 1824.                                                                                           | Zemřela ve věku dvou let na střevní koliku. |
| 9.      | 18.       | Terezie z Liechtensteinu                                     | 4. 11. 1824                           | Františka Bruntálská z Vrbna (č. 16)                                                                     |                                                                                        | Pohřbena 4. 12. 1824.                                                                                           | Zemřela ve věku dvou let na střevní koliku. |
| 10.     | 18.       | Eleonora z Liechtensteinu                                    | 1. 10. 1825                           | Karel III. Boromej František z Liechtensteinu (č. 17)                                                    |                                                                                        | Pohřbena 12. 6. 1827.                                                                                           | Zemřela ve věku 3 let na plicní gangrénu. |
| 10.     | 18.       | Eleonora z Liechtensteinu                                    | 3. 5. 1827 Velký Varadín, Uhry        | Františka Bruntálská z Vrbna (č. 16)                                                                     |                                                                                        | Pohřbena 12. 6. 1827.                                                                                           | Zemřela ve věku 3 let na plicní gangrénu. |
| 11.     | 18.       | Marie Anna z Liechtensteinu                                  | 1828                                  | Karel III. Boromej František z Liechtensteinu (č. 17)                                                    |                                                                                        | Pohřbena 22. 2. 1830.                                                                                           | Zemřela ve dvou letech. |
| 11.     | 18.       | Marie Anna z Liechtensteinu                                  | 15. 2. 1830 Vídeň                     | Františka Bruntálská z Vrbna (č. 16)                                                                     |                                                                                        | Pohřbena 22. 2. 1830.                                                                                           | Zemřela ve dvou letech. |
| 12.     | 16.       | Alois Gonzaga z Liechtensteinu                               | 1. 4. 1780 Vídeň                      | Karel I. Boromej Josef z Liechtensteinu (č. 1)                                                           |                                                                                        | Pohřben v rodinné hrobce 10. 11. 1833.                                                                          | Zemský velitel na Moravě (1826–1829) a v Čechách (1829–1833), polní zbrojmistr (1830), rytíř rakouského Řádu zlatého rouna (1830). |
| 12.     | 16.       | Alois Gonzaga z Liechtensteinu                               | 4. 11. 1833 Praha                     | Marie Eleonora z Oettingen-Oettingenu a Oettingen-Spielbergu (č. 7)                                      |                                                                                        | Pohřben v rodinné hrobce 10. 11. 1833.                                                                          | Zemský velitel na Moravě (1826–1829) a v Čechách (1829–1833), polní zbrojmistr (1830), rytíř rakouského Řádu zlatého rouna (1830). |
| 13.     | 16.       | Josef Václav z Liechtensteinu                                | 21. 8. 1767 Vídeň                     | Karel I. Boromej Josef z Liechtensteinu (č. 1)                                                           |                                                                                        | Pohřben v rodinné hrobce 4. 8. 1842.                                                                            | Kanovník katedrály sv. Ruperta a Virgila v Salcburku, generálmajor. |
| 13.     | 16.       | Josef Václav z Liechtensteinu                                | 30. 7. 1842 Vídeň                     | Marie Eleonora z Oettingen-Oettingenu a Oettingen-Spielbergu (č. 7)                                      |                                                                                        | Pohřben v rodinné hrobce 4. 8. 1842.                                                                            | Kanovník katedrály sv. Ruperta a Virgila v Salcburku, generálmajor. |
| 14.     | (16.)     | Marie Leopoldina Esterházyová z Galanty                      | 31. 1. 1788 Vídeň                     | Mikuláš II. Esterházy z Galanty 12. 12. 1765 Vídeň – 25. 11. 1833 Como                                   | 13. 4. 1806 Eisenstadt (Kismarton): Mořic Josef z Liechtensteinu (č. 8)                | Pohřbena v rodinné hrobce 12. 9. 1846.                                                                          | Zemřela na vodnatelnost. Porodila dva syny a tři dcery: - 1. Mikuláš (1807–1807; č. 5) - 2. Marie, provd. Lobkowiczová (1808–1871; pohřbena v Lobkowiczké hrobce v Roudnici nad Labem) - 3. Mořic (1810–1811; č. 6) - 4. Eleonora, provd. Schwarzenbergová (1812–1873; pohřbena ve Schwarzenberské hrobce v Domaníně) - 5. Leopoldina, provd. Lobkowiczová (1815–1899; pohřbena v Lobkowiczké hrobce v Netíně) |
| 14.     | (16.)     | Marie Leopoldina Esterházyová z Galanty                      | 6. 9. 1846 Liběšice                   | Marie Josefa z Liechtensteinu 13. 4. 1768 – 8. 8. 1845 Vídeň-Hütteldorf                                  | 13. 4. 1806 Eisenstadt (Kismarton): Mořic Josef z Liechtensteinu (č. 8)                | Pohřbena v rodinné hrobce 12. 9. 1846.                                                                          | Zemřela na vodnatelnost. Porodila dva syny a tři dcery: - 1. Mikuláš (1807–1807; č. 5) - 2. Marie, provd. Lobkowiczová (1808–1871; pohřbena v Lobkowiczké hrobce v Roudnici nad Labem) - 3. Mořic (1810–1811; č. 6) - 4. Eleonora, provd. Schwarzenbergová (1812–1873; pohřbena ve Schwarzenberské hrobce v Domaníně) - 5. Leopoldina, provd. Lobkowiczová (1815–1899; pohřbena v Lobkowiczké hrobce v Netíně) |
| 15.     | (16.)     | Marie Anna Josefa z Khevenhüller-Metsch                      | 19. 11. 1770 Vídeň                    | František Antonín z Khevenhüller-Metsch 3. 7. 1737 – 22. 12. 1797 Vídeň                                  | 28. 9. 1789 Vídeň: Karel II. Jan z Liechtensteinu (č. 3)                               | Pohřbena v rodinné hrobce 16. 8. 1849.                                                                          | Porodila dva syny a jednu dceru: - 1. Karel III. Boromej František (1790–1865; č. 17) - 2. Leopold (1792–1800; č. 4) - 3. Eleonora (1795–1795; č. 2) |
| 15.     | (16.)     | Marie Anna Josefa z Khevenhüller-Metsch                      | 10. 8. 1849 Vídeň-Leopoldstatdt       | Marie Terezie z Rottalu 19. 1. 1742 Vídeň – 9. 8. 1777 Vídeň                                             | 28. 9. 1789 Vídeň: Karel II. Jan z Liechtensteinu (č. 3)                               | Pohřbena v rodinné hrobce 16. 8. 1849.                                                                          | Porodila dva syny a jednu dceru: - 1. Karel III. Boromej František (1790–1865; č. 17) - 2. Leopold (1792–1800; č. 4) - 3. Eleonora (1795–1795; č. 2) |
| 16.     | (17.)     | Františka Bruntálská z Vrbna                                 | 8. 12. 1799 Vídeň                     | Rudolf Jan Bruntálský z Vrbna 23. 7. 1761 Vídeň – 30. 1 .1823 Vídeň                                      | 20. nebo 21. 8. 1819 Vídeň: Karel III. František z Liechtensteinu (č. 17)              | Pohřbena v rodinné hrobce 10. 7. 1863 za přítomnosti 18 kněží.                                                  | Narodily se jí následující děti: - 1. Anna, provd. Trauttmansdorff-Weinsbergová (1820–1900; pohřbena v Trauttmansdorffské hrobce v Horšovském Týně) - 2. Tereza (1822–1824; č. 9) - 3. Eleonora (1825–1827; č. 10) - 4. Karel IV. Rudolf z Liechtensteinu (1827–1899; č. 18) - 5. Marie Anna (1828–1830; č. 11) - 6. Františka (1830–1831) - 7. Alžběta, provd. Salm-Reifferscheidt-Raitzová (1832–1894; pohřbena na rodinném hřbitově Salmů ve Sloupě) - 8. Františka, provd. Arenbergová (1833–1894) - 9. Marie, provd. Kinská (1835–1905; pohřbena v Hrobce Kinských v Budenicích) - 10. Rudolf (1838–1908; č. 19) |
| 16.     | (17.)     | Františka Bruntálská z Vrbna                                 | 6. 7. 1863 Dornau                     | Marie Terezie z Kaunitz-Rietberg-Questenbergu 8. 2. 1763 Vídeň – 28. 7. 1803 Penzing bei Wien            | 20. nebo 21. 8. 1819 Vídeň: Karel III. František z Liechtensteinu (č. 17)              | Pohřbena v rodinné hrobce 10. 7. 1863 za přítomnosti 18 kněží.                                                  | Narodily se jí následující děti: - 1. Anna, provd. Trauttmansdorff-Weinsbergová (1820–1900; pohřbena v Trauttmansdorffské hrobce v Horšovském Týně) - 2. Tereza (1822–1824; č. 9) - 3. Eleonora (1825–1827; č. 10) - 4. Karel IV. Rudolf z Liechtensteinu (1827–1899; č. 18) - 5. Marie Anna (1828–1830; č. 11) - 6. Františka (1830–1831) - 7. Alžběta, provd. Salm-Reifferscheidt-Raitzová (1832–1894; pohřbena na rodinném hřbitově Salmů ve Sloupě) - 8. Františka, provd. Arenbergová (1833–1894) - 9. Marie, provd. Kinská (1835–1905; pohřbena v Hrobce Kinských v Budenicích) - 10. Rudolf (1838–1908; č. 19) |
| 17.     | 17.       | Karel III. František z Liechtensteinu                        | 23. 10. 1790 Vídeň                    | Karel I. Boromej Josef z Liechtensteinu (č. 1)                                                           | 20. nebo 21. 8. 1819 Vídeň: Františka Bruntálská z Vrbna (č. 16)                       | Pohřben v rodinné hrobce 12. 4. 1865 za přítomnosti 17 kněží.                                                   | Císařský komoří a c. k. tajný rada, generál jízdy (1851), rytíř rakouského Řádu zlatého rouna (1852), držitel velkokříže Královského uherského řádu sv. Štěpána, dědičný člen rakouské Panské sněmovny (od 1861), nejvyšší hofmistr císařského dvora (1849–1865). V roce 1802 se stal majitelem panství a zámku Velké Losiny, v roce 1853 přikoupil velkostatek Budkov jako majetkové zázemí pro nejmladšího syna Rudolfa a v roce 1858 do rodového majetku přibyl ještě velkostatek Hostim. |
| 17.     | 17.       | Karel III. František z Liechtensteinu                        | 7. 4. 1865 Vídeň                      | Marie Anna Josefa z Khevenhüller-Metsch (č. 15)                                                          | 20. nebo 21. 8. 1819 Vídeň: Františka Bruntálská z Vrbna (č. 16)                       | Pohřben v rodinné hrobce 12. 4. 1865 za přítomnosti 17 kněží.                                                   | Císařský komoří a c. k. tajný rada, generál jízdy (1851), rytíř rakouského Řádu zlatého rouna (1852), držitel velkokříže Královského uherského řádu sv. Štěpána, dědičný člen rakouské Panské sněmovny (od 1861), nejvyšší hofmistr císařského dvora (1849–1865). V roce 1802 se stal majitelem panství a zámku Velké Losiny, v roce 1853 přikoupil velkostatek Budkov jako majetkové zázemí pro nejmladšího syna Rudolfa a v roce 1858 do rodového majetku přibyl ještě velkostatek Hostim. |
| 18.     | 18.       | Karel IV. Rudolf z Liechtensteinu                            | 19. 4. 1827 Velký Varaždín            | Karel III. Boromej František z Liechtensteinu (č. 17)                                                    |                                                                                        | Pohřben v rodinné hroce 21. 1. 1899 brněnským biskupem Františkem Bauerem za přítomnosti 33 kněží a 2 kapucínů. | 1. kníže z Liechtensteinu karolinské linie (od 18. dubna 1861), císařský komoří a c. k. tajný rada, c. k. podplukovník mimo službu, dědičný člen rakouské Panské sněmovny (od 1867), majorátní pán na Moravském Krumlově a Budkově, pán na Hostimě a Velkých Losinách. |
| 18.     | 18.       | Karel IV. Rudolf z Liechtensteinu                            | 16. 1. 1899 Vídeň, Maximilianplatz 16 | Františka Bruntálská z Vrbna (č. 16)                                                                     |                                                                                        | Pohřben v rodinné hroce 21. 1. 1899 brněnským biskupem Františkem Bauerem za přítomnosti 33 kněží a 2 kapucínů. | 1. kníže z Liechtensteinu karolinské linie (od 18. dubna 1861), císařský komoří a c. k. tajný rada, c. k. podplukovník mimo službu, dědičný člen rakouské Panské sněmovny (od 1867), majorátní pán na Moravském Krumlově a Budkově, pán na Hostimě a Velkých Losinách. |
| 19.     | 18.       | Rudolf z Liechtensteinu, zvaný "Krásný princ"                | 18. 4. 1838 Vídeň                     | Karel III. Boromej František z Liechtensteinu (č. 17)                                                    |                                                                                        | Pohřben 18. 12. 1908 brněnským biskupem Pavlem Huynem za asistence 36 kněží.                                    | 2. kníže z Liechtensteinu karolinské linie (1899–1908), generál jízdy, tajný rada, dědičný člen rakouské Panské sněmovny (v letech 1897–1899 doživotní), nejvyšší štolba císařského dvora (1892–1896), nejvyšší hofmistr císařského dvora (1896–1908), majorátní pán na Moravském Krumlově. |
| 19.     | 18.       | Rudolf z Liechtensteinu, zvaný "Krásný princ"                | 15. 12. 1908 Moravský Krumlov         | Františka Bruntálská z Vrbna (č. 16)                                                                     |                                                                                        | Pohřben 18. 12. 1908 brněnským biskupem Pavlem Huynem za asistence 36 kněží.                                    | 2. kníže z Liechtensteinu karolinské linie (1899–1908), generál jízdy, tajný rada, dědičný člen rakouské Panské sněmovny (v letech 1897–1899 doživotní), nejvyšší štolba císařského dvora (1892–1896), nejvyšší hofmistr císařského dvora (1896–1908), majorátní pán na Moravském Krumlově. |